# My Country, 'Tis of Thee
My Country, 'Tis of Thee, anche nota come America, è una canzone patriottica di Samuel Francis Smith, scritta sulla musica di God Save the King, l'inno nazionale britannico. Fino al 1931 ha funto di fatto da inno nazionale degli Stati Uniti sebbene in campo internazionale fin dal 1912 venisse preferito The Star-Spangled Banner per evitare di confondersi con i territori dell'Impero Britannico; in tale ruolo concorse in realtà con altre melodie, come Hail, Columbia.
L'autore la scrisse nel 1831 da studente del seminario teologico di Andover, ricorrendo a un contrafactum che rimpiazza il simbolo della monarchia britannica con una dichiarazione in favore della democrazia; in realtà però l'occasione della stesura del testo fu la richiesta di Lowell Mason di tradurre o riscrivere in inglese il testo di alcuni brani tedeschi, uno dei quali aveva mutuato la melodia dall'inno britannico.
Il canto fu eseguito in pubblico la prima volta il 4 luglio 1831, in una celebrazione per bambini del giorno dell'Indipendenza alla Park Street Church di Boston, e fu edito nel 1932.

## Testo
My country, 'tis of thee,

Sweet land of liberty,

Of thee I sing;

Land where my fathers died,

Land of the pilgrims' pride,

From ev'ry mountainside

Let freedom ring!

My native country, thee,

Land of the noble free,

Thy name I love;

I love thy rocks and rills,

Thy woods and templed hills;

My heart with rapture thrills,

Like that above.

Let music swell the breeze,

And ring from all the trees

Sweet freedom's song;

Let mortal tongues awake;

Let all that breathe partake;

Let rocks their silence break,

The sound prolong.

Our fathers' God to Thee,

Author of liberty,

To Thee we sing.

Long may our land be bright,

With freedom's holy light,

Protect us by Thy might,

Great God our King!